# Marina Kaye
Pour les articles homonymes, voir Kaye.
Marina Dalmas, ou Marina Llorens depuis son mariage, dite Marina Kaye (prononcé en français : [maʁina kɛj]), est une auteure-compositrice-interprète française, née le 9 février 1998 à Marseille.
À l'âge de 13 ans, elle remporte la sixième saison de l'émission La France a un incroyable talent en décembre 2011. Elle a chanté Rolling in the Deep, Set Fire to the rain d'Adele et Firework de Katy Perry.
Elle fait également la première partie de la comédie musicale française Adam et Ève : La Seconde Chance (mise en scène de Pascal Obispo). En 2014, elle fera des premières parties pour Thirty Seconds to Mars au Palais des Festivals de Cannes, pour Florent Pagny lors de la tournée Vieillir Ensemble, et pour 5 concerts de Lindsey Stirling en France.
Son premier album Fearless, qui est enregistré à Londres et New York inclut la chanson Homeless qui sera un succès et sera certifié disque de platine en France. L'album est certifié disque d'or seulement une semaine après sa sortie,. En un mois, l'album est certifié disque de platine, puis, en mars 2016, il sera certifié double disque de platine en France, moins d'un an après sa sortie. Le 1er décembre 2015, elle décroche le prix RTL du meilleur album de l’année,.
Elle participe à l'album Balavoine(s), sorti en janvier 2016 pour les trente ans de la mort de Daniel Balavoine, en reprenant le titre Only the Very Best. Elle se produit au festival South by Southwest au Texas en mars 2016. Elle fera également un duo avec le rappeur Soprano sur le titre Mon Everest. Le 7 janvier 2017, elle chante pour la première fois en français à la télévision en reprenant sur TF1 le titre Vole de Céline Dion, en hommage à Grégory Lemarchal (Grégory Lemarchal, 10 ans après l'histoire continue). Quelques mois plus tard, le 20 octobre 2017, elle sort un deuxième album, Explicit. Celui-ci devient disque d’or. En 2019, elle quitte Capitol Music France pour PIAS Group, et le 6 novembre 2020, elle sort son troisième album, Twisted.
En 2024, elle sort l'album Heavenbound.

## Biographie

### Enfance et débuts (1998–2014)
Marina Marie Madeleine Dalmas naît dans le 9e arrondissement de Marseille d'un père français,  Jean-Marc Dalmas, et de Nadège Hachnaoui, d'origine algérienne kabyle, puis grandit dans la commune d'Allauch, et étudie au collège Yves-Montand qu'elle quitte à l'âge de 15 ans pour partir travailler sur son album à Londres. Elle commence à poster des vidéos de reprises sur Internet à l'âge de dix ans sur sa chaîne YouTube. En 2011, alors qu'elle est âgée de 13 ans, sa meilleure amie Clara l'inscrit à l'émission La France a un incroyable talent où elle décide d'interpréter Rolling in the Deep (Adele), puis Firework (Katy Perry), et enfin Set Fire to the Rain (Adele). Le 14 décembre 2011, lors de la finale, elle gagne la 6e saison de ladite émission et remporte les 100 000 euros ainsi que le droit de participer au festival Juste pour rire de Montréal qu'elle refusera finalement à la suite de quelques altercations avec Gilbert Rozon, l'un des membres du jury (notamment poursuivi pour de nombreuses agressions sexuelles). Après sa victoire, elle envisage d'arrêter la chanson ; ses camarades de classe ainsi que certains adultes de son établissement scolaire ne cessent de lui « chercher des poux ». C'est sa rencontre avec Jan Erik Frogg qui la fera changer d'avis.
En mars 2012, Marina Kaye a l'occasion de faire la première partie de la comédie musicale Adam et Ève : La Seconde Chance mise en scène par Pascal Obispo,. Par la suite, elle continue de publier des vidéos de reprises sur Internet, dont Skinny Love, chanson du groupe Bon Iver reprise par Birdy, Call Me Maybe de Carly Rae Jepsen et People Help The People, chanson du groupe Cherry Ghost reprise par Birdy, avant de signer avec TGIT Management et de commencer l'écriture de son premier album, sous la houlette de Jan Erik Frogg. En février 2014, Marina Kaye signe un contrat avec Capitol Records. Le 18 juillet 2014, la chanteuse assure la première partie du groupe Thirty Seconds to Mars au Palais des festivals et des congrès de Cannes. Lors de la tournée Vieillir ensemble de Florent Pagny, Marina Kaye assure la première partie de certaines représentations du chanteur,. Également en 2014, Marina Kaye se produit en première partie de concerts de Lindsey Stirling.

## Carrière

### Fearless(depuis 2014)

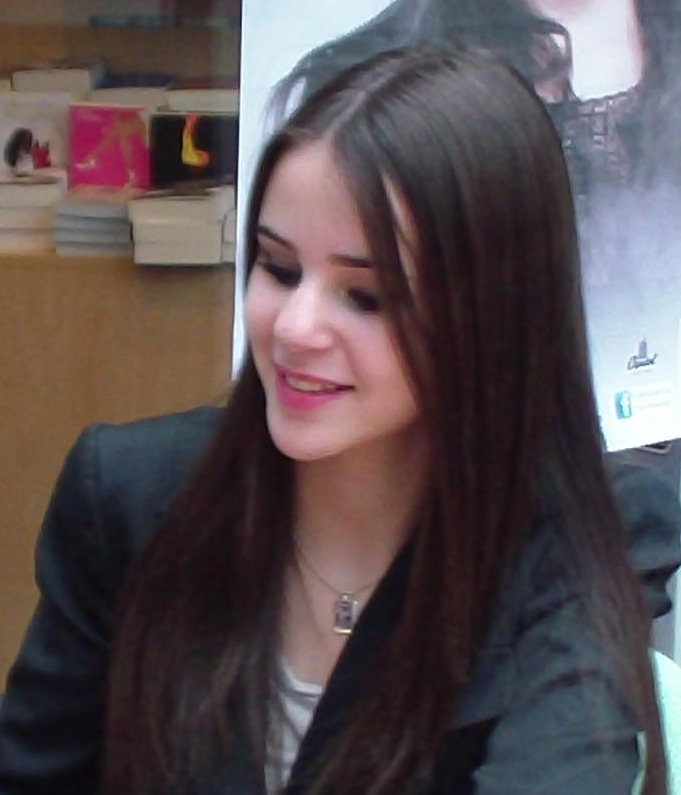
Marina Kaye en 2015.

Son premier single, Homeless, paraît le 19 mai 2014. Il est réellement diffusé à partir de février 2015, et rencontre dès lors le succès. Le 11 mai 2015, le titre atteint la première place du classement des meilleures ventes en France et y reste deux semaines consécutives. Son premier album, Fearless, sort finalement le 18 mai 2015. L'album est enregistré à New York, Los Angeles et Londres. Marina Kaye collabore notamment avec Lindsey Stirling pour son titre Sounds Like Heaven. Sur son album figure le titre Freeze You Out qui a été écrit par Sia Furler. Marina Kaye entame une première tournée de 13 dates en France en novembre 2015.
Le 31 décembre, Homeless est certifié single de platine. En 2015, Fearless s'est vendu à 167 500 exemplaires en France.
Elle présente l'émission Le Hit W9 le 24 janvier 2016 sur W9. En février 2016, elle interprète The World Belong to Us, le thème principal de la bande originale du film d'animation Robinson Crusoé. Elle reprend sa tournée en avril 2016, en se produisant notamment à l'Olympia de Paris le 15 avril.
Le 14 septembre, le rappeur et chanteur Soprano annonce la tracklist de son album L'Everest qui sortira le mois suivant. Le titre Mon Everest, (première chanson de l'album) est un featuring avec Marina Kaye. Soprano explique : « Pourquoi une collaboration avec Marina Kaye ? Déjà parce qu’elle déchire quand elle chante. Ensuite, […] on m’a dit que c’était une Marseillaise. Comme le concept de mon album c’était treize titres pour représenter Marseille avec que des featuring marseillais […], elle collait pile poil à ce que je voulais. ». Mon Everest est diffusé pour la première fois en radio le 10 octobre ; le clip officiel est dévoilé le 18 novembre sur YouTube. Le titre est certifié or en début janvier et platine en avril, soit six mois après sa diffusion.
En octobre 2016, ses conflits avec son père au sujet de son enfance font l'objet d'une altercation sur les réseaux sociaux, son père considérant qu'elle est manipulée par ceux qui gèrent sa communication et elle accusant son père de vouloir détruire sa carrière,,, à laquelle son père a répondu : « Quel père voudrait détruire ses enfants et leur avenir? »,.
En 2016, Marina signe pour jouer dans le film Papounet au côté de Max Boublil, finalement le projet n'aboutit pas.

### Explicit(2017)

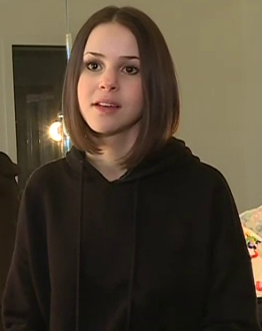
Marine Kaye en 2018

Le 20 octobre 2017, elle sort Explicit son deuxième album peu de temps après avoir sorti le clip officiel de On My Own et Something.
Fin 2017, elle annonce sur Twitter vouloir prendre momentanément des distances avec les médias après avoir accusé RTL de déformer ses propos, laissant entendre qu'elle avait eu des problèmes d'alcool.
En 2018, elle entame sa deuxième tournée, l'Explicit Tour qui passe en France, en Belgique et en Suisse.
À la suite de cela, la chanteuse part à Los Angeles et à Londres pour enregistrer son album suivant.
En août 2019, malgré le succès mitigé des singles On My Own et Something, l’album se voit certifié disque d’or par la SNEP[réf. souhaitée].

### Twisted(2020) et l'aventure PIAS (2019-2022)
Son single suivant intitulé Twisted sort le 18 septembre 2019. Cette chanson est le premier single extrait de son troisième opus, du même nom, qui sort le 6 novembre 2020, sous son nouveau label, PIAS Group. 
Ce troisième album est entièrement réalisé à Londres à l'exception de deux titres, Twisted et Questions, qui sont enregistrés à Los Angeles[réf. souhaitée]. Les autres morceaux de cet album sont co-écrits avec Jessica Agombar et David Stewart, les auteurs du tube Dynamite, du groupe sud-coréen BTS. 
Trois clips sortiront lors de cette ère : Twisted (le premier clip qu'elle a réalisé de sa vie), The Whole 9 et 7 Billion. Malgré les critiques positives de la part des médias et des fans, qui encensent la qualité de cet album,, celui-ci ne connaîtra pas de succès équivalent aux précédents albums.[réf. nécessaire]. La crise du COVID-19 en a d'ailleurs été la cause principale : fermeture des rayons culturels le jour de sa sortie, apparitions promotionnelles annulées, concerts reportés puis annulés. 
Au cours de l’été 2021, Marina enregistre diverses émissions pour TF1 et est repérée ce jour-là par Michel Boulanger, directeur artistique, afin de participer à deux projets musicaux, où elle chantera en français.
En novembre 2021, elle participe à l'album "Amours & Pianos" de la chanteuse Nicoletta, qui consiste à ré-interpréter 12 chansons de son répertoire en version piano-voix. Elle reprend en duo avec elle le morceau Il est mort le soleil.
En décembre 2021, elle participe à L'Héritage Goldman (Vol. 1) - avec le chœur gospel de Paris, un projet qui rend hommage à l'artiste Jean-Jacques Goldman. Elle reprend Pas toi, choisi comme premier extrait de l'album. Elle raconte plus tard dans une interview que cette chanson n'était initialement pas prévue dans l'album, mais qu'elle a beaucoup insisté pour la reprendre. Le projet partira en tournée et fera escale à l'Olympia (Paris) le 25 septembre 2022, seule date où elle sera présente. 
Le 15 novembre 2022, elle annonce la fin de sa collaboration avec PIAS Group[source secondaire souhaitée].
En 2023, elle sort un nouveau single dans une thématique moins sombre qu'avant intitulé Heavenbound. La même année elle annonce se marier prochainement.

### Heavenbound(2024)
Le 26 avril 2024 sort son quatrième album, Heavenbound.

## Vie privée
Le 12 août 2023, Marina Dalmas se marie avec son fiancé à Marseille et choisit de porter le nom de son époux. Son nom d'usage est donc Marina Llorens.
Le 29 mars 2025, la chanteuse a annoncé sur ses réseaux sociaux attendre son premier enfant .

## Discographie

### Albums studio
| Titre       | Détails | Meilleure position | Meilleure position | Meilleure position | Meilleure position | Ventes      | Certifications |
| Titre       | Détails | France             | Belgique Wallonie  | Belgique Flandre   | Suisse             | Ventes      | Certifications |
| ----------- | --- | ------------------ | ------------------ | ------------------ | ------------------ | ----------- | -------------- |
| Fearless    | - Sortie : 18 mai 2015 - Formats : CD, Téléchargement numérique, Disque vinyle - Label : Capitol Records, Universal     | 3                  | 8                  | 118                | 20                 | - : 300 000 | : 3 × Platine  |
| Explicit    | - Sortie : 20 octobre 2017 - Formats : CD, Téléchargement mumérique, Disque vinyle - Label : Capitol Records, Universal | 8                  | 26                 | —                  | 22                 | - : 50 000  | : Or           |
| Twisted     | - Sortie : 6 novembre 2020 - Format : CD, Téléchargement numérique, Disque vinyle - Label : PIAS Recordings             | 23                 | 57                 | —                  | —                  |             |                |
| Heavenbound | - Sortie : 26 avril 2024 - Format : CD, Téléchargement numérique, Disque vinyle - Label : TWIN MUSIC, Sony Music France | 27                 | —                  | —                  | —                  |             |                |

### EPs
| Titre    | Détails                                                                            | Meilleure position | Meilleure position | Meilleure position | Meilleure position |
| Titre    | Détails                                                                            | France             | Belgique Wallonie  | Belgique Flandre   | Suisse             |
| -------- | ---------------------------------------------------------------------------------- | ------------------ | ------------------ | ------------------ | ------------------ |
| Homeless | - Sortie : 16 juin 2014 - Formats : EP, Téléchargement numérique - Label : Capitol | —                  | —                  | —                  | —                  |

### Participations
| Titre        | Détails                                                                                         | Meilleure position | Meilleure position | Meilleure position | Meilleure position |
| Titre        | Détails                                                                                         | France             | Belgique Wallonie  | Belgique Flandre   | Suisse             |
| ------------ | ----------------------------------------------------------------------------------------------- | ------------------ | ------------------ | ------------------ | ------------------ |
| Balavoine(s) | - Sortie : 8 janvier 2016 - Formats : CD, Téléchargement numérique - Label : Capitol, Universal | 2                  | 2                  | 119                | —                  |

### Singles
| Titre                                   | Année | Meilleure position | Meilleure position | Meilleure position | Meilleure position | Album           |
| Titre                                   | Année | France             | Belgique Wallonie  | Belgique Flandre   | Suisse             | Album           |
| --------------------------------------- | ----- | ------------------ | ------------------ | ------------------ | ------------------ | --------------- |
| Homeless                                | 2014  | 1                  | 1                  | 14                 | 25                 | Fearless        |
| Dancing with The Devil                  | 2015  | 49                 | 56                 | —                  | —                  | Fearless        |
| Mirror Mirror                           | 2015  | —                  | —                  | —                  | —                  | Fearless        |
| Only the Very Best                      | 2016  | 43                 | —                  | —                  | —                  | Balavoine(s)    |
| Freeze You Out                          | 2016  | 69                 | 86                 | —                  | —                  | Fearless        |
| The World Belong to Us                  | 2016  | —                  | —                  | —                  | —                  | Robinson Crusoé |
| On My Own                               | 2017  | 51                 | —                  | —                  | —                  | Explicit        |
| Something                               | 2017  | 73                 | 97                 | —                  | —                  | Explicit        |
| Twisted                                 | 2019  | 110                | —                  | —                  | —                  | Twisted         |
| The Whole 9                             | 2020  | 36                 | 83                 | —                  | —                  | Twisted         |
| Double Life                             | 2020  | —                  | —                  | —                  | —                  | Twisted         |
| 7 Billion                               | 2020  | 55                 | —                  | —                  | —                  | Twisted         |
| Heavenbound (solo ou avec Gjon's Tears) | 2023  | —                  | —                  | —                  | —                  | Heavenbound     |
| Why Do The Bad Things Feel Good         | 2023  | —                  | —                  | —                  | —                  | Heavenbound     |